# برايان فراير
برايان فراير هو لاعب كرة قدم أمريكية ولاعب كرة قدم كندية كندي، ولد في 16 يوليو 1953 في إدمونتون في كندا.

## وصلات خارجية
- برايان فراير على موقع مرجع كرة القدم المحترفة.كوم (الإنجليزية)